# 四国八十八か所 (テレビ番組)
『四国八十八か所』（しこくはちじゅうはっかしょ）は、1998年4月5日から2000年3月26日までNHK総合で放送されていたテレビ番組。

## 概要
空海ゆかりの四国八十八箇所を一番札所から順に巡る紀行番組。
作家やミュージシャンなどの各界が著名人が旅し、信仰や人生の意義を語る。四国の豊かな自然や、お遍路さんをもてなす地域の人々も紹介した。
語りは加藤登紀子、テーマ曲は喜多郎「飛天」

## 放送時間
- 総合 日曜06:30-06:53／金曜09:30-09:53

## 放送リスト
| 回  | 放送日         | 札所番号                      | 寺号                          | 旅する人                      |
| --- | -------------- | ----------------------------- | ----------------------------- | ----------------------------- |
| 1   | 1998年4月5日   | 第一番                        | 霊山寺                        | 立松和平                      |
| 2   | 1998年4月12日  | 第二番                        | 極楽寺                        | 立松和平                      |
| 3   | 1998年4月19日  | 第三番                        | 金泉寺                        | 立松和平                      |
| 4   | 1998年4月26日  | 第四番                        | 大日寺                        | 立松和平                      |
| 5   | 1998年5月3日   | 第五番                        | 地蔵寺                        | 島森路子                      |
| 6   | 1998年5月10日  | 第六番                        | 安楽寺                        | 島森路子                      |
| 7   | 1998年5月17日  | 第七番                        | 十楽寺                        | 島森路子                      |
| 8   | 1998年5月24日  | 第八番                        | 熊谷寺                        | 島森路子                      |
| 9   | 1998年5月31日  | 第九番                        | 法輪寺                        | 島森路子                      |
| 10  | 1998年6月7日   | 第十番                        | 切幡寺                        | 萩原健一                      |
| 11  | 1998年6月14日  | 第十一番                      | 藤井寺                        | 萩原健一                      |
| 12  | 1998年6月21日  | 第十二番                      | 焼山寺                        | 萩原健一                      |
| 13  | 1998年6月28日  | 第十三番                      | 大日寺                        | 萩原健一                      |
| 14  | 1998年7月5日   | 第十四番                      | 常楽寺                        | 苅谷俊介                      |
| 15  | 1998年7月12日  | 第十五番                      | 国分寺                        | 苅谷俊介                      |
| 16  | 1998年7月19日  | 第十六番                      | 観音寺                        | 苅谷俊介                      |
| 17  | 1998年7月26日  | 第十七番                      | 井戸寺                        | 苅谷俊介                      |
| 18  | 1998年8月2日   | 第一〜四番札所 総集編         | 第一〜四番札所 総集編         | 第一〜四番札所 総集編         |
| 19  | 1998年8月9日   | 第五〜六番札所 総集編         | 第五〜六番札所 総集編         | 第五〜六番札所 総集編         |
| 20  | 1998年8月16日  | 第七〜九番札所 総集編         | 第七〜九番札所 総集編         | 第七〜九番札所 総集編         |
| 21  | 1998年8月23日  | 第十〜十三番札所 総集編       | 第十〜十三番札所 総集編       | 第十〜十三番札所 総集編       |
| 22  | 1998年8月30日  | 第十四〜十七番札所 総集編     | 第十四〜十七番札所 総集編     | 第十四〜十七番札所 総集編     |
| 23  | 1998年9月6日   | 第十八番                      | 恩山寺                        | 小室等                        |
| 24  | 1998年9月13日  | 第十九番                      | 立江寺                        | 小室等                        |
| 25  | 1998年9月20日  | 第二十番                      | 鶴林寺                        | 小室等                        |
| 26  | 1998年9月27日  | 第二十一番                    | 太龍寺                        | 小室等                        |
| 27  | 1998年10月11日 | 第二十二番                    | 平等寺                        | 山村レイコ                    |
| 28  | 1998年10月18日 | 第二十三番                    | 薬王寺                        | 山村レイコ                    |
| 29  | 1998年10月25日 | 第二十四番                    | 最御崎寺                      | 山村レイコ                    |
| 30  | 1998年11月1日  | 第二十五番                    | 津照寺                        | 山村レイコ                    |
| 31  | 1998年11月8日  | 第二十六番                    | 金剛頂寺                      | 滝田栄                        |
| 32  | 1998年11月15日 | 第二十七番                    | 神峯寺                        | 滝田栄                        |
| 33  | 1998年11月22日 | 第二十八番                    | 大日寺                        | 滝田栄                        |
| 34  | 1998年11月29日 | 第二十九番                    | 国分寺                        | 滝田栄                        |
| 35  | 1998年12月6日  | 第三十番                      | 善楽寺                        | 滝田栄                        |
| 36  | 1998年12月13日 | 第三十一番                    | 竹林寺                        | 吉増剛造                      |
| 37  | 1998年12月20日 | 第三十二番                    | 禅師峰寺                      | 吉増剛造                      |
| 38  | 1998年12月27日 | 第十八〜二十一番札所 総集編   | 第十八〜二十一番札所 総集編   | 第十八〜二十一番札所 総集編   |
| 39  | 1999年1月10日  | 第二十二〜二十五番札所 総集編 | 第二十二〜二十五番札所 総集編 | 第二十二〜二十五番札所 総集編 |
| 40  | 1999年1月17日  | 第二十六〜三十番札所 総集編   | 第二十六〜三十番札所 総集編   | 第二十六〜三十番札所 総集編   |
| 41  | 1999年1月24日  | 第三十三番                    | 雪蹊寺                        | 吉増剛造                      |
| 42  | 1999年1月31日  | 第三十四番                    | 種間寺                        | 吉増剛造                      |
| 45  | 1999年2月7日   | 第三十五番                    | 清瀧寺                        | 藤岡弘、                      |
| 46  | 1999年2月14日  | 第三十六番                    | 青龍寺                        | 藤岡弘、                      |
| 47  | 1999年2月21日  | 第三十七番                    | 岩本寺                        | 藤岡弘、                      |
| 48  | 1999年2月28日  | 第三十八番                    | 金剛福寺                      | 藤岡弘、                      |
| 49  | 1999年3月7日   | 第三十九番                    | 延光寺                        | 黒田杏子                      |
| 50  | 1999年3月14日  | 第四十番                      | 観自在寺                      | 黒田杏子                      |
| 51  | 1999年3月21日  | 第四十一番                    | 龍光寺                        | 黒田杏子                      |
| 52  | 1999年3月28日  | 第四十二番                    | 佛木寺                        | 黒田杏子                      |
| 53  | 1999年4月4日   | 第四十三番                    | 明石寺                        | 喜多郎                        |
| 54  | 1999年4月11日  | 第四十四番                    | 大寶寺                        | 喜多郎                        |
| 55  | 1999年4月18日  | 第四十五番                    | 岩屋寺                        | 喜多郎                        |
| 56  | 1999年4月25日  | 第四十六番                    | 浄瑠璃寺                      | 喜多郎                        |
| 57  | 1999年5月2日   | 第四十七番                    | 八坂寺                        | 加藤登紀子                    |
| 58  | 1999年5月9日   | 第四十八番                    | 西林寺                        | 加藤登紀子                    |
| 59  | 1999年5月16日  | 第四十九番                    | 浄土寺                        | 加藤登紀子                    |
| 60  | 1999年5月23日  | 第五十番                      | 繁多寺                        | 加藤登紀子                    |
| 61  | 1999年5月30日  | 第四十七〜五十番札所 総集編   | 第四十七〜五十番札所 総集編   | 第四十七〜五十番札所 総集編   |
| 62  | 1999年6月6日   | 第五十一番                    | 石手寺                        | みうらじゅん                  |
| 63  | 1999年6月13日  | 第五十二番                    | 太山寺                        | みうらじゅん                  |
| 64  | 1999年6月20日  | 第五十三番                    | 圓明寺                        | みうらじゅん                  |
| 65  | 1999年6月27日  | 第五十四番                    | 延命寺                        | みうらじゅん                  |
| 66  | 1999年7月4日   | 第五十五番                    | 南光坊                        | 山口崇                        |
| 67  | 1999年7月11日  | 第五十六番                    | 泰山寺                        | 山口崇                        |
| 68  | 1999年7月18日  | 第五十七番                    | 栄福寺                        | 山口崇                        |
| 69  | 1999年7月25日  | 第五十八番                    | 仙遊寺                        | 山口崇                        |
| 70  | 1999年8月8日   | 第五十九番                    | 国分寺                        | 崔洋一                        |
| 71  | 1999年8月15日  | 第六十番                      | 横峰寺                        | 崔洋一                        |
| 72  | 1999年8月22日  | 第六十一番                    | 香園寺                        | 崔洋一                        |
| 73  | 1999年8月29日  | 第六十二番                    | 宝寿寺                        | 崔洋一                        |
| 74  | 1999年9月5日   | 第六十三番                    | 吉祥寺                        | 片岡鶴太郎                    |
| 75  | 1999年9月12日  | 第六十四番                    | 前神寺                        | 片岡鶴太郎                    |
| 76  | 1999年9月19日  | 第六十五番                    | 三角寺                        | 片岡鶴太郎                    |
| 77  | 1999年9月26日  | 第六十六番                    | 雲辺寺                        | 片岡鶴太郎                    |
| 78  | 1999年10月3日  | 第六十七番                    | 大興寺                        | 正司歌江                      |
| 79  | 1999年10月10日 | 第六十八番第六十九番          | 神恵院観音寺                  | 正司歌江                      |
| 80  | 1999年10月17日 | 第七十番                      | 本山寺                        | 正司歌江                      |
| 81  | 1999年10月24日 | 第七十一番                    | 弥谷寺                        | 正司歌江                      |
| 82  | 1999年10月31日 | 第六十七〜七十一番札所 総集編 | 第六十七〜七十一番札所 総集編 | 第六十七〜七十一番札所 総集編 |
| 83  | 1999年11月7日  | 第七十二番                    | 曼荼羅寺                      | 池内紀                        |
| 84  | 1999年11月14日 | 第七十三番                    | 出釈迦寺                      | 池内紀                        |
| 85  | 1999年11月21日 | 第七十四番                    | 甲山寺                        | 池内紀                        |
| 86  | 1999年11月28日 | 第七十五番                    | 善通寺                        | 池内紀                        |
| 89  | 1999年12月5日  | 第七十六番                    | 金倉寺                        | 里中満智子                    |
| 90  | 1999年12月12日 | 第七十七番                    | 道隆寺                        | 里中満智子                    |
| 91  | 1999年12月19日 | 第七十八番                    | 郷照寺                        | 里中満智子                    |
| 92  | 1999年12月26日 | 第七十六〜七十八番札所 総集編 | 第七十六〜七十八番札所 総集編 | 第七十六〜七十八番札所 総集編 |
| 93  | 2000年1月9日   | 第七十九番                    | 天皇寺                        | 大森一樹                      |
| 94  | 2000年1月16日  | 第八十番                      | 國分寺                        | 大森一樹                      |
| 95  | 2000年1月23日  | 第八十一番                    | 白峯寺                        | 大森一樹                      |
| 96  | 2000年1月30日  | 第八十二番                    | 根香寺                        | 大森一樹                      |
| 97  | 2000年2月6日   | 第八十三番                    | 一宮寺                        | 村田兆治                      |
| 98  | 2000年2月13日  | 第八十四番                    | 屋島寺                        | 村田兆治                      |
| 99  | 2000年2月20日  | 第八十五番                    | 八栗寺                        | 村田兆治                      |
| 100 | 2000年2月27日  | 第八十六番                    | 志度寺                        | 村田兆治                      |
| 101 | 2000年3月5日   | 第八十七番                    | 長尾寺                        | 早坂暁                        |
| 102 | 2000年3月12日  | 第八十八番                    | 大窪寺                        | 早坂暁                        |
| 103 | 2000年3月19日  |                               | 金剛峯寺                      | 早坂暁                        |
| 104 | 2000年3月26日  |                               | 東寺                          | 早坂暁                        |